# RegioBank
RegioBank was een Nederlandse bank, gericht op kleine ondernemers en consumenten in de regio (plaatsen tot 20.000 inwoners). De bank was sinds januari 2017 een van de merken van de Volksbank samen met SNS Bank, ASN Bank en BLG Wonen. Per 1 juli 2025 is de naam "de Volksbank" gewijzigd naar "ASN Bank". 
RegioBank onderscheidt zich van andere banken door samen te werken met lokale zelfstandig adviseurs door heel Nederland. Het bedrijf is op 1 juli 2007 ontstaan door het samengaan van een oudere SNS-dochter, de CVB Bank met de Regio Bank (let op de extra spatie), tot dan toe onderdeel van de ING Groep.
De CVB Bank en Regio Bank waren ongeveer gelijk in omvang. Hoewel CVB Bank formeel optrad als verkrijgende vennootschap, was de naam van de nieuwe bank geïnspireerd door de andere fusiepartner. Aanvankelijk luidde de naam SNS Regio Bank N.V., op 1 december 2010 werd deze ingekort tot RegioBank N.V.
Op 16 december 2024 werd bekend dat ASN afscheid neemt de naam RegioBank.

## Geschiedenis

### Centrale Volksbank (CVB)
De  Centrale Volksbank ontstond begin twintigste eeuw uit spaarinitiatieven van de rooms-katholieke arbeidersbeweging in Nederland. Katholieke arbeiders konden zo sparen voor de eigen bestaanszekerheid terwijl het geld geïnvesteerd werd in de opbouw van de katholieke zuil. Verschillende per bisdom georganiseerde spaarbanken gingen in twee stappen (1920 en 1942) samen tot de N.V. Spaarbank Centrale Volksbank, gevestigd te Utrecht. In de jaren zestig ontstond samenwerking met de spaarbanken die gelieerd waren aan de vakbeweging van de andere twee grote zuilen: de Algemene Spaarbank van Nederland (ASN) en de Spaarbank voor Protestants Nederland (SPN). Van dit drietal was de CVB de grootste, het was op dat moment de vierde spaarbank van Nederland.
Terwijl de SPN toch zijn eigen weg ging, verdiepte de samenwerking van de Centrale Volksbank met de ASN en met de andere financiële instellingen van de algemene en katholieke vakcentrales zich. (De vakcentrales fuseerden op hun beurt tot de Federatie Nederlandse Vakbeweging FNV.) Het streven naar samenwerking werd bevorderd doordat de grote banken steeds concurrerender werden op de consumentenmarkt en doordat de oude achterban sterk kromp (ontzuiling en ontkerkelijking).
In 1990 resulteerde de samenwerking in de vorming van de Reaal Groep. Bij nader inzien bleken er echter cultuurverschillen te zijn waardoor de directie van de Centrale Volksbank ‘een nieuw tehuis’ zocht. Na mislukte onderhandelingen met de VSB-groep werd de Centrale Volksbank, inmiddels bekend als de CVB Bank, in 1992 overgenomen door de SNS Bank (later SNS Groep). Deze nam in 1996 ook de rest van Reaal over, waaronder de ASN.
CVB Bank onderscheidde zich van andere consumentenbanken door samen te werken met gecertificeerde zelfstandige tussenpersonen, die lokaal in de gemeenschap staan. Hierin was nog de oorsprong van de bank te herkennen, toen ‘correspondenten’ de contacten met de klanten onderhielden op spreekuren in katholieke gebouwen. Veel van deze medewerkers waren vrijwilligers of ze deden het als bijbaan.
Begin jaren negentig werkte CVB Bank samen met ongeveer 600 zelfstandige intermediairs. SNS wilde echter hun werk stroomlijnen: ze moesten de procedures en software van SNS gaan gebruiken en alle SNS-producten gaan verkopen, waaronder verzekeringen. In 1996 verbrak SNS het contract met bijna 200 agenten, ondanks eerdere beloftes dat zij hun werk op hun eigen manier konden blijven doen. Ook het vertrek van CVB-directie (april 1995) en het opstappen van de vroegere CVB-bestuursvoorzitter F. Böttcher uit de directie van de SNS Groep duidde volgens waarnemers op meningsverschillen over de integratie van CVB in het nieuwe concern. Het idee van de directie om CVB volledig in de SNS Bank te laten opgaan, ging uiteindelijk niet door en tegen de tijd dat CVB fuseerde met de Regio Bank waren er nog zo'n 420 intermediairs.

### NMS Bank en Regio Bank (ING)
De andere poot van de RegioBank is voortgekomen uit de Nederlandsche Middenstands Spaarbank (NMS), een stichting gelieerd aan de Nederlandsche Middenstandsbank (NMB). Beide waren opgericht in 1927. Net als de CVB werkte de NMS Spaarbank met plaatselijke tussenpersonen, in dit geval vaak verzekeringsagenten die spaarrekeningen erbij deden.
De NMS Spaarbank of NMS Bank, zoals de naam intussen werd afgekort, werd in 1991 evenals de rest van de NMB een onderdeel van de ING Groep.
Terwijl het systeem met tussenpersonen in de jaren negentig onder druk stond bij de CVB Bank, werd het bij de NMS Spaarbank juist gerevitaliseerd, mede geholpen doordat er in de voorgaande jaren al geleidelijke aanpassingen waren geweest. Het aantal agentschappen was tussen 1993 en 1996 teruggelopen van 600 naar 500.
De bank ging ook andere diensten dan spaarrekeningen en de naam veranderde in 1996 in Regio Bank. Deze naam drukte uit dat de bank zich concentreerde op kleinere plaatsen (de 'regio', buiten de grote steden) en op het persoonlijk contact tussen klant en financieel adviseur, in een tijd dat ook consumenten steeds meer merkten van de voortschrijdende automatisering.
Vlak voor de overgang van de Regio Bank van ING naar het concern SNS Reaal in 2007, werd de bank juridisch gesplitst. Het grootste deel van het vermogen werd op 30 juni 2007 ondergebracht in een dochterbedrijf, ING Regio B.V., dat vervolgens werd verkocht aan de CVB Bank. De Regio Bank N.V. zelf was geen onderdeel van deze verkoop en bleef aanvankelijk bestaan; op de balans van ING bleef ook een reserve staan met betrekking tot de vroegere Stichting Regio Bank.

### Spaarbank voor Protestants Nederland
In 1973 nam NMS de Spaarbank voor Protestants Nederland (SPN) over, de boven reeds genoemde derde vakbondsspaarbank (zowel in grootte als in leeftijd), opgericht door het Christelijk Nationaal Vakverbond (CNV). Deze spaarbank bleef eerst een aparte rechtspersoon (eveneens een stichting) onder directie van NMS, dat wel voordeel zag in het aanhouden van de band met de protestantse zuil. Zo zou het CNV zijn leden blijven aansporen om te bankieren bij SPN en het nieuwe moederbedrijf. Wel veranderde in 1979 de naam in 'Stichting Vakbondsspaarbank SPN', om aantrekkelijker te worden voor de groep katholieken die in deze tijd lid werd van het CNV (uit protest tegen de fusiebesprekingen van de katholieke vakcentrale NKV). De betrokkenheid van de vakbonden bij de spaarbank was echter steeds halfslachtig geweest en werd in 1994 beëindigd. In 2004 liquideerde ING de Vakbondsspaarbank SPN.

## Activiteiten
RegioBank en haar zelfstandig adviseurs richten zich op kleinere plaatsen tot 20.000 inwoners. Hierbij staat de fysieke aanwezigheid van haar adviseurs centraal, in een tijd van toenemende digitalisering. Dat deze aanpak zelfs nu nog gewaardeerd wordt, blijkt uit het feit dat de bank in 2018 en 2019 in een onderzoek van de Consumentenbond de hoogste tevredenheidscijfers kreeg van haar klanten.
RegioBank is partner van het Oranje Fonds, met als doel initiatieven in de lokale gemeenschap te ondersteunen.